# Listă de jocuri pentru FM Towns
Aceasta este o listă de jocuri video pentru FM Towns, un computer personal japonez construit de Fujitsu din februarie 1989 până în vara anului 1997.

## 0-9
- 3×3 Eyes: Sanjiyan Henjyo
- 4D Sports Boxing
- 4D Sports Driving
- 4D Sports Tennis

## A
- A-Train III
- A-Train IV
- Aerobiz
- After Burner
- After Burner II
- After Burner III
- Air Warrior
- Alone in the Dark
- Alone in the Dark 2
- Alshark
- Amaranth 3
- America Ōdan Ultra Quiz
- Awesome
- Ayumi-chan Monogatari
- Ayumi-chan Monogatari: Jisshaban

## B
- Ballades au pays de Mère l'Oie
- Bandit Kings of Ancient China
- Blandia
- Bubble Bobble

## C
- Can Can Bunny Extra
- Case of the Cautious Condor, The
- Castles
- Castles II: Siege and Conquest
- Centurion: Defender of Rome
- Chaos Strikes Back
- Chase H.Q.
- Columns
- Crescent
- Cyberia

## D
- Drakkhen
- Dragon Knight 4
- Dragon Slayer: The Legend of Heroes
- Dragon Slayer: The Legend of Heroes II
- Dragons of Flame
- Dungeon Master
- Dungeon Master II: The Legend of Skullkeep

## E
- El-Fish
- Empereur, L'
- Eye of the Beholder II: The Legend of Darkmoon
- Eye of the Beholder III: Assault on Myth Drannor

## F
- Fatal Fury Special
- Final Blow
- Flashback
- Flying Shark

## G
- Gadget Invention, Travel and Adventure
- Galaxy Force II
- Gemfire
- Genei Toshi: Illusion City
- Genocide Squared
- Gunship

## H
- Habitat
- Heroes of the Lance

## I
- Image Fight
- Indiana Jones et la Dernière Croisade
- Indiana Jones et le Mystère de l'Atlantide
- Infestation
- Ishido: The Way of Stones

## J
- J.B. Harold Murder Club
- J. R. R. Tolkien's The Lord of the Rings, Vol. I
- J. R. R. Tolkien's The Lord of the Rings, Vol. II: The Two Towers

## K
- King's Bounty
- King's Quest V: Absence Makes the Heart Go Yonder!
- Knights of Xentar

## L
- Lands of Lore: The Throne of Chaos
- Last Armageddon
- Legend of Kyrandia, The
- Legend of Kyrandia, The: The Hand of Fate
- Legends of Valour
- Lemmings
- Lemmings 2: The Tribes
- Life and Death
- Linkage: The 4th Unit
- Little Big Adventure
- Loom
- Lord Monarch: Tokoton Sentō Densetsu

## M
- Marble Madness
- Manhole, The: New and Enhanced
- Mega lo Mania
- Megamorph
- Menzoberranzan
- Microcosm
- Might and Magic III : Les Îles de Terra
- Might and Magic IV : Les Nuages de Xeen
- Might and Magic V : La Face cachée de Xeen
- Mobile Suit Gundam: Hyper Classic Operation
- Mobile Suit Gundam: Hyper Desert Operation
- Monkey Island 2: LeChuck's Revenge
- Mutant Fighter

## N
- NewZealand Story, The
- Nobunaga no Yabō: Bushō Fūunroku
- Nobunaga no Yabō: Haōden
- Nobunaga no Yabō: Tenshōki
- Nostalgia 1907

## O
- Operation Europe: Path to Victory 1939-45
- Operation Wolf

## P
- Panic Bomber: Bomberman
- Planet's Edge
- Populous
  - Populous: The Promised Lands
- Populous 2: Trials of the Olympian Gods
- Powermonger
- Prince of Persia
- Prince of Persia 2: The Shadow and the Flame
- Provvidenza: Legenda la spada di Alfa
- Psychic Detective Vol. 1: Invitation
- Psychic Detective Vol. 2: Memories
- Psychic Detective Vol. 3: Aýa
- Psychic Detective Vol. 4: Orgel
- Psychic Detective Vol. 5: Nightmare
- Pu-Li-Ru-La
- Puyo Puyo
- Puzznic

## R
- Raiden
- Rainbow Islands Extra
- Rance III: Leazas Kanraku
- Ravenloft: Strahd's Possession
- Rayxanber
- Return to Zork
- Romance of the Three Kingdoms III
- Romance of the Three Kingdoms IV: Wall of Fire

## S
- Samurai Spirits
- Scavenger 4
- Secret of Monkey Island, The
- Shadow of the Beast
- Shadow of the Beast II
- Shanghai
- Shanghai II: Dragon's Eye
- Shanghai: Triple-Threat
- Sherlock Holmes: Consulting Detective
- Sid Meier's Railroad Tycoon
- SimAnt
- SimCity
- SimCity 2000
- SimEarth: The Living Planet
- SimFarm
- Splatterhouse
- Strike Commander
- Stronghold
- Stunts
- Super Street Fighter II: The New Challengers
- Syndicate

## T
- Taikō Risshiden
- Theme Park
- Tunnels and Trolls: Crusaders of Khazan
- Turbo OutRun

## U
- Ultima Trilogy (Ultima I / Ultima II / Ultima III)
- Ultima IV: Quest of the Avatar
- Ultima V: Warriors of Destiny
- Ultima VI: The False Prophet
- Ultima Underworld
- Ultima Underworld II
- Uncharted Waters
- Uncharted Waters II: New Horizons

## V
- Veil of Darkness
- Viewpoint
- Volfied

## W
- Wing Commander
- Wing Commander II: Vengeance of the Kilrathi
- Wing Commander: Armada
- Winning Post
- Wizardry V: Heart of the Maelstrom
- Wizardry VI: Bane of the Cosmic Forge
- Wizardry VII: Crusaders of the Dark Savant

## X
- Xak II: Rising of the Redmoon
- Xak III: The Eternal Recurrence

## Y
- Yōjū Senki: A.D. 2048
- Yumimi Mix

## Z
- Zak McKracken and the Alien Mindbenders